# Diều hâu
Thuật ngữ diều hâu hay chim ưng hoặc chim cắt dùng để chỉ tới các loài chim săn mồi trong một trên ba ngữ cảnh sau:
- Một cách chặt chẽ, nó dùng để chỉ tới bất kỳ loài nào trong các chi Accipiter, Micronisus, Melierax, Urotriorchis và Megatriorchis. Chi phổ biến Accipiter bao gồm cả ó, cắt, cắt vuốt sắc và nhiều loài khác. Chúng chủ yếu là các loài chim sống tại các khu vực miền rừng và đi săn mồi bằng cách lao đột ngột xuống từ chỗ nấp kín đáo. Thông thường chúng có đuôi dài và thị lực rất sắc bén.
- Một cách nói chung, để chỉ các loài chim có kích thước từ nhỏ tới trung bình thuộc về họ Accipitridae, họ bao gồm cả diều hâu thực thụ, ưng (chi Accipiter) cũng như các loài chim khác như đại bàng, diều, diều mướp, ó buteo và kền kền Cựu thế giới.
- Một cách lỏng lẻo, để chỉ gần như bất kỳ loài chim săn mồi nào.

Tên gọi thông thường của các loài chim này tại các khu vực khác nhau trên thế giới thường sử dụng từ diều hâu, ưng, cắt một cách lỏng lẻo. Ví dụ, tại Bắc Mỹ, ó buteo (Buteo) thông thường chỉ gọi là "hawk" (diều hâu, chim cắt, chim ưng).
Các loài diều hâu thực thụ, ưng tạo thành phân họ Accipitrinae và phần lớn nằm trong chi Accipiter.
Vào tháng 2 năm 2005, nhà khoa học người Canada, tiến sĩ Louis Lefebvre thông báo phương pháp đo IQ của chim chóc theo sự sáng tạo của chúng trong thói quen ăn uống. Diều hâu đã được coi là một trong những loài chim thông minh nhất trên cơ sở của thang đo này.
Người ta còn cho rằng diều hâu có thị lực rất tốt, đạt tới 20/2, vào khoảng 8 lần sắc bén hơn những người có thị lực tốt.

### Các loài
- Phân họ Accipitrinae:
  - Chi Accipiter
    - Accipiter albogularis: Ó ác là
    - Accipiter badius: Ưng xám
    - Accipiter bicolor: Diều hâu khoang
    - Accipiter brachyurus: Cắt New Britain
    - Accipiter brevipes: Cắt Levant
    - Accipiter butleri: Cắt Nicobar
    - Accipiter castanilius: Cắt sườn hạt dẻ
    - Accipiter chionogaster: Diều hâu ngực trắng
    - Accipiter cirrocephalus: Cắt cổ áo
    - Accipiter collaris: Diều hâu bán cổ áo
    - Accipiter cooperii: Diều hâu Cooper
    - Accipiter erythrauchen: Cắt cổ nâu đỏ
    - Accipiter erythronemius: Diều hâu chân hung
    - Accipiter erythropus: Cắt đùi đỏ
    - Accipiter fasciatus: Ó nâu
    - Accipiter francesii: Ó Pháp
    - Accipiter gentilis: Ó ngỗng
    - Accipiter griseiceps: Ó Sulawesi
    - Accipiter gularis: Cắt Nhật Bản
    - Accipiter gundlachi: Diều hâu Gundlach
    - Accipiter haplochrous: Ó bụng trắng
    - Accipiter henicogrammus: Ó Molucca
    - Accipiter henstii: Ó Henst
    - Accipiter imitator: Bồ cắt giả
    - Accipiter luteoschistaceus: Cắt đá phiến
    - Accipiter madagascariensis: Cắt Madagascar
    - Accipiter melanochlamys: Ó choàng đen
    - Accipiter melanoleucus: Ó đen
    - Accipiter meyerianus: Ó Meyer
    - Accipiter minullus: Cắt bé
    - Accipiter nanus: Cắt nhỏ
    - Accipiter nisus: Cắt hỏa mai hay bồ cắt
    - Accipiter novaehollandiae: Ó xám
    - Accipiter ovampensis: Cắt Ovampo
    - Accipiter poliocephalus: Ó đầu xám
    - Accipiter poliogaster: Ó bụng xám
    - Accipiter princeps: Ó New Britain
    - Accipiter rhodogaster: Cắt ngực màu rượu vang
    - Accipiter rufitorques: Ó Fiji
    - Accipiter rufiventris: Cắt ngực hung
    - Accipiter soloensis: Ó Trung Quốc
    - Accipiter striatus: Diều hâu vuốt sắc
    - Accipiter superciliosus: Diều hâu nhỏ
    - Accipiter tachiro: Ó châu Phi
    - Accipiter toussenelii: Ó ngực đỏ
    - Accipiter trinotatus: Ó đuôi đốm
    - Accipiter trivirgatus: Ó mào
    - Accipiter ventralis: Diều hâu ngực phẳng
    - Accipiter virgatus: Ưng bụng hung

  - Chi Micronisus
    - Micronisus gabar: Ó Gabar

  - Chi Melierax
    - Melierax canorus: Ó nhạt hót trầm bổng
    - Melierax metabates: Ó sẫm hót trầm bổng
    - Melierax poliopterus: Ó phương đông hót trầm bổng

  - Chi Urotriorchis
    - Urotriorchis macrourus: Diều hâu đuôi dài

  - Chi Erythrotriorchis
    - Erythrotriorchis buergersi: Ó vai hạt dẻ
    - Erythrotriorchis radiatus: Ó đỏ

  - Chi Megatriorchis
    - Megatriorchis doriae: Ó Doria